# Castlevania: The Arcade
Castlevania: The Arcade (悪魔城ドラキュラ THE ARCADE, Akumajō Dracula: The Arcade) est un jeu vidéo de tir au pistolet développé et édité par Konami, sorti en 2009 sur borne d'arcade,.